# Leptochilus bellus
Leptochilus bellus är en stekelart som beskrevs av Blüthgen 1955. Leptochilus bellus ingår i släktet Leptochilus och familjen Eumenidae. Inga underarter finns listade i Catalogue of Life.